# Брюссельская и Бельгийская епархия
Брюссе́льская и Бельги́йская епа́рхия (фр. Diocèse de Bruxelles et de Belgique, нидерл. Bisdom van Brussel en België) — епархия Русской Православной Церкви, объединяет приходы и монастыри на территории Бельгии и Люксембурга.

## История
Первым русским православным храмом в Бельгии был храм Николая Чудотворца при Императорской Российской Миссии в Брюсселе в 1862 году. 1 августа 1876 года церковь была перенесена в дом на улице Chevaliers 29 в Икселе, где и пребывает с тех пор.
После революции 1917 года русская эмиграция образовала и другие приходы по всей стране.
Указом Патриарха Тихона от 8 апреля 1921 года брюссельский храм перешёл в подчинение архиепископа Евлогия (Георгиевского).
В 1929 году, с приездом в Бельгию епископа Александра (Немоловского), Никольский храм стал его «кафедральным собором». Владыка Александр объединил рассеянную русскую паству, признал митрополита Евлогия (Георгиевского) и последовал его решению о временном переходе под омофор Константинопольского Патриархата.
В 1936 году кафедра была официально учреждена Константинопольским Патриархатом как викариатство «Временного Западно-Европейского экзархата» — или «Западно-Европейского управления русских приходов» во главе с митрополитом Евлогием. Указом Бельгийского короля Леопольда III от 5 июня 1937 года епархия получила государственное признание, ей был придан статус «учреждения общественной полезности», а её главе присвоен титул «русского православного архиепископа Брюссельского и Бельгийского».
В 1945 году, вместе со всем Западно-Европейским экзархатом, епархия перешла в юрисдикцию Московского Патриархата и вскоре стала самостоятельной кафедрой.
27 октября 1947 года государственное признание епархии было подтверждено указом Бельгийского короля, а в 1985 году Православие было официально признано государственной конфессией Бельгийского Королевства.
В марте 2003 года в Брюсселе был освящён храм Святой Троицы, ставший Патриаршим ставропигиальным подворьем.

## Современное стостояние
Богослужения совершаются на церковнославянском, французском или нидерландском языках. Кафедральный город — Брюссель. Кафедральный храм — Никольский (Брюссель).
Храмы и приходы епархии
- Свято-Никольский кафедральный храм. Брюссель
- Храм Рождества Христова. Антверпен
- Храм Святой Живоначальной Троицы. Брюссель
- Храм Покрова Пресвятой Богородицы. Брюссель
- Храм святой праведной Анны. Брюссель
- Приход св. Апостола и евангелиста Матфея. Лёвен
- Храм Воздвижения честнаго и животворящаго Креста. Леглиз
- Храм иконы Божией Матери «Живоносный Источник». Льеж
- Университетская православная часовня. Лувен-ля-Нёв
- Приход святого Богоявления (Крещения Господня). Мехелен
- Храм св. Архистратига Божия Михаила. Монс
- Приход преподобного Серафима Саровского. Намюр
- Приход св. Апостола Иоанна Богослова. Остенде
- Храм Святой Троицы. Шарлеруа
- Часовня Благовещения Пресвятой Богородицы. Турне

Монастыри епархии
- Монастырь в честь иконы Божией Матери «Всех скорбящих Радость» (мужской; Первейзе)
- Монастырь в честь Иверской иконы Божией Матери (женский; Тразеньи)

## Епископы
- 11 декабря 1936 — ноябрь 1940 — Александр (Немоловский)
- конец 1940 — октябрь 1945 — Никон (де Греве)  в/у, архимандрит
- 16 ноября 1948 — 11 апреля 1960 — Александр (Немоловский)
- 31 мая 1960 — 22 сентября 1985 — Василий (Кривошеин)
- 22 сентября 1985 — 11 апреля 1987 — Владимир (Сабодан)  в/у, митр. Ростовский
- с 11 апреля 1987 — Симон (Ишунин)

## Викариатства
- Роттердамское (недейств.)